# Joško Janša
Joško Janša, slovenski smučarski tekač, učitelj smučanja in tenisa * 16. december 1900, Mojstrana, † 1960.
Joško Janša je za Kraljevino SHS nastopil na Zimskih olimpijskih igrah 1928 v Sankt Moritzu, kjer je nastopil v teku na 18 (26. mesto) in 50 km (23. mesto). 